# 1902年の政治
1902年の政治（1902ねんのせいじ）では、1902年（明治35年）の政治分野に関する出来事について記述する。

## できごと

### 1月
- 1月7日 - 西太后、北京に帰京し、再び政治の実権を掌握する。
- 1月30日 - 日英同盟が締結される。

### 2月
- 2月12日 - 普通選挙法案がはじめて衆議院に提出される。

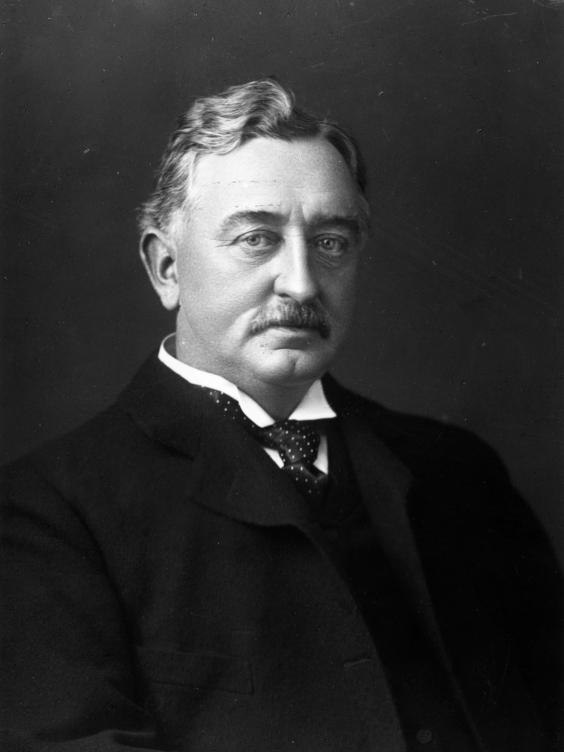
帝国主義者セシル・ローズ死去。

- 2月25日 - 伊藤博文帰国。

### 3月
- 3月5日 - 清国、各国駐清公使に天津還付を正式要求。
- 3月7日 - トベーボッシュの戦いでボーア軍がイギリス軍に勝利する。
- 3月9日 - ドイツ、清国山東省の鉱山採掘権を要求する。清国は拒否。
- 3月16日 - フランス、ロシア両国共同声明。日英同盟を承認するも、清国、朝鮮半島に関する両国の権益を維持すると強調する。
- 3月26日 - セシル・ローズ死去。

### 4月
- 4月1日 - イギリスがウガンダ東部を英領東アフリカに併合する。
- 4月8日 - 露・清両国が満洲還付条約に調印。この条約でロシアは満州から18か月以内に撤兵することを約束するが、実際には10月に第一次撤兵を実施したのみに終わった。
- 4月15日 - ドミトリー・シピャーギン・ロシア帝国内務大臣が暗殺される。
- 4月29日 - 米、中国人移民排斥法を合衆国全土に適用することを決定する。

### 5月
- 5月8日 - 台湾の全住民に対して日本国籍とすることを決定。
- 5月12日 - 米、ペンシルベニア州の無煙炭炭鉱労働者約15万人がストライキに突入。
- 5月15日 - エチオピアとイギリスがスーダン国境協定に調印。
- 5月20日 - キューバがアメリカ合衆国から独立。アメリカ軍は米西戦争以来、キューバに駐留していたが撤退する。
- 5月28日 - フランス下院選挙。共和派ブロック（左翼）が大躍進する。
- 5月31日 - フェリーニヒング条約が締結される。ブーア戦争が終結し、トランスヴァール共和国・オレンジ自由国が英国植民地となる。

### 6月
- 6月5日 - ドイツ皇帝ヴィルヘルム2世、ドイツ帝国領内のポーランド人及びその他のスラブ系諸民族の「ドイツ化」政策推進措置を発表。
- 6月14日 - 北京の列国公使会議、義和団の乱の講和条約付帯議定書に調印する。日本に対する賠償金は3100両（4600万円）。
- 6月25日 - 秩父宮雍仁親王誕生。
- 6月27日 - フランスで2,500校以上の宗派学校閉鎖を命令する政令が出される。
- 6月28日
  - 米連邦議会下院、海峡運河法可決。
  - 独墺伊三国同盟延長。
- 6月30日 - 仏伊協商成立。

### 7月
- 7月1日 - 米下院、フィリピン法を可決。二院制のフィリピン議会を創設。
- 7月2日 - 露、南ロシアの農民とロストフ・ナ・ドヌの工場労働者に不穏な動き。
- 7月3日 - アメリカ、スペイン間に友好条約。
- 7月4日 - 米、フィリピン民政府の創設を発表。
- 7月5日 - フランス領コンゴ、低コンゴ・ガボンとチャドに分割。
- 7月12日 - アーサー・バルフォアがイギリス首相に就任。
- 7月15日 - ポルトガル領西アフリカで黒人の反乱。武力鎮圧される。
- 7月21日 - 英、マンチェスターで国際労働者会議開催。
- 7月22日 - イギリスで労働者委員会法成立。
- 7月29日 - アメリカ社会党結成。

### 8月
- 8月9日 - 英国国王エドワード7世が戴冠式。
- 8月10日 - 第7回衆議院議員総選挙。初の任期満了選挙。立憲政友会が191議席を獲得する。
- 8月15日
  - 日本、英、独、仏、伊、露が天津の各国都統衙門（臨時政府）を解消、天津を清に返還。
  - フランス陸相、ドイツに対する報復演説。ドイツ国内驚倒。

### 9月
- 9月5日 - 英清通商航海条約締結。
- 9月17日 - 米、ルーマニア政府に書簡を送りユダヤ人迫害を非難。
- 9月19日 - コッシュート・ラヨシュの生誕100周年を契機にハンガリーで反独デモ。
- 9月26日 - ロシア、接収していた山海関から長城までの鉄道を清に返還。

### 10月
- 10月8日 - ロシア、第一次満州撤兵。
- 10月10日 - スイス、保護関税法制定。
- 10月15日 - 米、常備兵力を5万9,600人に削減する。
- 10月20日 - フランス、政教分離に関する検討委員会を議会に設置。
- 10月21日 - セオドア・ルーズベルト米大統領、炭鉱スト側に対し10パーセントの賃上げ、団体交渉権の付与などの内容を持つ調停案を示す。

### 11月
- 11月1日 - 仏伊両国、モロッコに於ける相互中立、権益を保障する秘密協定に調印。これにより三国同盟が空文化する。
- 11月5日 - 日本政府、ロシアの提唱した韓国の中立構想案を拒否。
- 11月8日 - ドイツ皇帝ヴィルヘルム2世が訪英。

### 12月
- 12月2日 - 国勢調査に関する法律公布される。国勢調査が10年に一度実施されることになる。第1回国勢調査は大正9年（1920年）に実施。
- 12月9日 - 英独伊三ヵ国連合艦隊、ベネズエラが革命のため、債務返済を拒否したことを名目にベネズエラの5港湾を封鎖。
- 12月10日 - ヨーロッパ列強、オスマン帝国に対してマケドニアの内政改革を要求。
- 12月13日 - ロシア、イランに対してイギリス製品に不利は関税採用を勧告。
- 12月14日 - ドイツ帝国議会、穀物関税引き上げを議決。
- 12月17日 - 小学校教科書汚職事件。
- 12月18日 - イギリス教育法制定。初等教育の管轄権が地方自治体に移管。
- 12月25日 - ローマ教皇レオ13世、キリスト教民主主義を社会主義、共産主義、その他の過激思想に替わるものと評価する。
- 12月28日 - 戦艦三笠、横浜に到着。